# Homesh
Homesh (en hebreo: חומש) era un asentamiento ilegal israelí ubicado en la Palestina ocupada, Homesh estaba ubicado cerca de la aldea palestina de Fandaqumiya. Homesh, era un asentamiento israelí situado en la Cisjordania ocupada por Israel, en el Área de Judea y Samaria, y pertenece al Concejo Regional Samaria, su desalojo fue autorizado en 2005, como parte del plan de retirada unilateral israelí de la Franja de Gaza, Judea y Samaria.

## Ubicación
Homesh estaba situado a una altitud de unos 600 metros en la parte noreste de Samaria y en las tierras altas de Samaria, a unos 10 kilómetros al noroeste de la ciudad palestina de Nablus, a unos 60 kilómetros al noroeste del centro histórico de Jerusalén y a unos 47 kilómetros al noreste del centro de Tel Aviv. El pueblo de Homesh estaba conectado a la red de transporte de Cisjordania a través de la carretera número 60, el principal eje de transporte norte-sur de Samaria, que discurría en las inmediaciones del asentamiento. Homesh era un asentamiento israelí aislado, estaba rodeado por todos lados por aldeas palestinas. El único otro asentamiento israelí en sus proximidades era la pequeña aldea de Sa-Nur, a unos 3 kilómetros al norte, y luego el asentamiento de Shavei Shomron, a unos 5 kilómetros al sur. Pero ambos estaban separados del pueblo de Homesh por aldeas palestinas.

## Historia
En 1978 se estableció en esta zona un asentamiento militar de la Brigada Nahal. En noviembre de 1988, pasó a ser un municipio puramente civil. En aquel entonces vivían aquí 30 familias. En el pueblo había una instalación preescolar para niños. El asentamiento nunca se desarrolló mucho en términos de población. Además, durante la Segunda Intifada, el pueblo fue objeto de frecuentes ataques por parte de fedayines palestinos y su aislamiento se profundizó. El 18 de junio de 2001, un residente local fue asesinado a tiros en su coche entre los pueblos de Homesh y Shavei Shomron. El 20 de junio de 2001, un anciano del asentamiento de Homesh fue asesinado por un atacante palestino cerca de la vecina aldea palestina de Silat ad-Dhahr. A principios del siglo XXI, la aldea de Homesh quedó fuera de la proyectada barrera de seguridad israelí, que se suponía penetraría profundamente en el interior de Samaria en esta zona, mucho más allá de la Línea Verde, pero no pasaría por alto a estos asentamientos israelíes aislados. En agosto de 2005 se puso en marcha el plan de retirada unilateral impulsado por el gobierno de Ariel Sharón. Como parte del plan, los colonos civiles israelíes debían ser retirados de la Franja de Gaza y del norte de Samaria. En el norte de Samaria, se trataba de las aldeas de Ganim, Kadim, Homesh y Sa-Nur. De hecho, el plan se llevó a cabo y las cuatro aldeas fueron abandonadas. Sin embargo, el ejército israelí mantuvo el control sobre las zonas de estos antiguos asentamientos. En los años siguientes, la zona del antiguo asentamiento de Homesh se convirtió en lugar de frecuentes reuniones y manifestaciones de colonos de las aldeas y ciudades israelíes circundantes, que expresaban su deseo de restablecer la presencia israelí allí. Por ejemplo, en la primavera de 2007, varios miles de personas marcharon hacia el lugar del antiguo asentamiento de Homesh. El ejército israelí ha estado involucrado en repetidas escaramuzas con ellos mientras intenta restringir el acceso a la zona e impedir el reasentamiento permanente en el sitio del asentamiento de Homesh. En octubre de 2009, soldados israelíes del Batallón Shimshón, perteneciente a la Brigada Guivati, protestaron frente al Muro Occidental contra el desalojo de los residentes judíos de Homesh. Durante la protesta desplegaron una pancarta que decía: "El batallón Shimshón no llevará a cabo la expulsión de Homesh".

## Demografía
La población de Homesh fue descrita en la base de datos de Yesha como mixta, es decir, compuesta tanto por judíos seculares como por religiosos. El pueblo permaneció permanentemente insignificante en términos de población. Además, durante la Segunda Intifada se produjo un estancamiento y una ligera disminución del número de habitantes, sin embargo, hubo un fuerte aumento justo antes del desalojo del asentamiento. El 31 de diciembre de 2004 contaba con 181 habitantes, durante 2004 la población del pueblo aumentó un 16% por ciento.